# Karl Gottlieb Richter (Regierungspräsident)

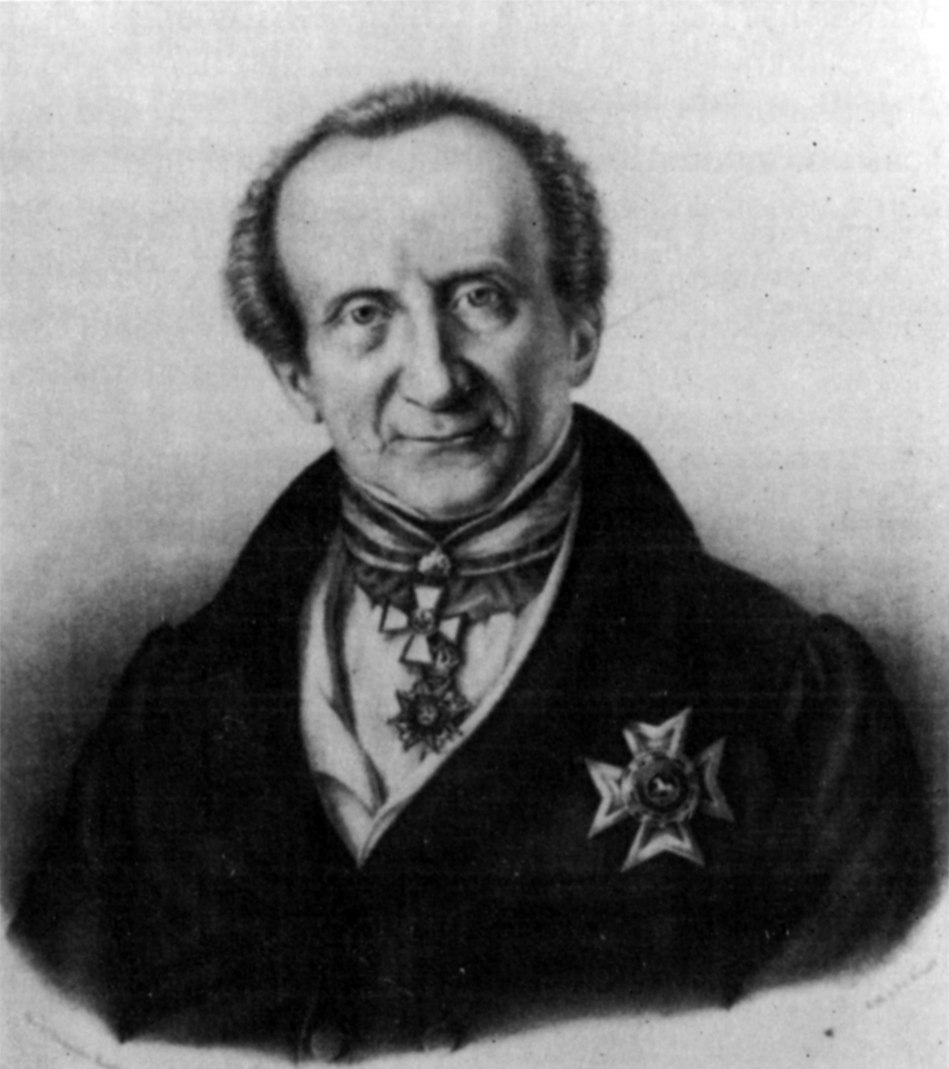
Karl Gottlieb Richter

Karl Gottlieb Richter (* 5. April 1777 in Prenzlau; † 3. November 1847 in Langensalza) war ein deutscher Regierungsbeamter und Ehrenbürger der Städte Minden und Prenzlau.
Karl Gottlieb Richter war von 1825 bis 1847 Regierungspräsident des preußischen Regierungsbezirks Minden in Westfalen.

## Leben
Karl Gottlieb Richter wurde 1777 in Prenzlau geboren und erhielt 1794 sein Entlassungszeugnis am dortigen Gymnasium. Er studierte an der Universität in Halle Theologie, Rechtswissenschaften und Cameralia. Von 1796 bis 1798 war er am Kammergericht in Berlin tätig. 1797 legte Richter die Prüfung zum Gerichts-Referendar ab und 1798 die zum Gerichts-Assessor. Von 1798 bis 1807 war Karl Gottlieb Richter in führenden Positionen bei der königlichen Kriegs- und Domänenkammer in Posen tätig.
1807 war er Justizdirektor in Potsdam und 1808 bis 1810 Direktor des Stadtgerichts Potsdam. Von 1810 bis 1814 war Richter Justitiar bei der Bezirksregierung in Potsdam. Von 1814 bis 1816 bekleidete er das Amt des Direktors der Governementkommission in Halberstadt und von 1816 bis 1820 war er Regierungsdirektor bei der Bezirksregierung in Breslau. 1820 wurde Karl Gottlieb Richter zum Regierungs-Vizepräsidenten der Regierung in Breslau ernannt und gleichzeitig mit der Verwaltung des Oberpräsidiums beauftragt. Im Jahr 1825 wurde Karl Gottlieb Richter zum Regierungspräsidenten der Bezirksregierung in Minden ernannt, dieses Amt übte er bis zu seiner Pensionierung auf Gesuch im Jahr 1847 aus.
Karl Gottlieb Richter war evangelisch und verheiratet.

## Weitere Ämter und Auszeichnungen
Karl Gottlieb Richter war Vorsitzender der „Westfälischen Gesellschaft für die Kultur und das Wohl des Vaterlandes“ in Minden.
Er war Träger des Roten Adlerordens II. Klasse mit Eichenlaub und bekam bei seiner Pensionierung den Titel Wirklicher Geheimer Rat mit dem Prädikat Exzellenz verliehen. 1839 wurde Richter Ehrenbürger von Prenzlau und am 30. April 1846 von Minden.